# Landseer
Landseer kaldes også Kontinental Landseer og er en stor og stærk hunderace, som har har fået navn efter den kendte billedkunstner sir Edwin Henry Landseer (7. marts 1802-1. oktober 1873), som i 1838 malede det berømte billede The Distinguished Member of the Humane Society. Han var specialist i at portrættere dyr i alle mulige situationer. Hunderacen kom oprindeligt fra Newfoundland og blev ført til England i så stort tal fra 1800 til 1850, at den uddøde i Newfoundland. Omkring år 1900 var den gået af mode i England, men blev reddet og videreudviklet af tyske opdrættere og fik derved benævnelsen kontinental.
FCI anerkender den som en selvstændig hunderace, trods en del fejlagtigt tror, at newfoundlandshunden og landseeren er af samme race. Både kropsbygning og aftegn på den hvid/sorte variant af newfoundlandshunden er desuden meget anderledes på landseeren, og de bør ikke sammenlignes.

## Eksterne kilder
- Landseer (European Continental Type) – FCI-Standard N°226, 01.10.1997/ Arkiveret 24. december 2012 hos  Wayback Machine

- Wikimedia Commons har flere filer relateret til Landseer

| Hund | Spire Denne hunderelaterede artikel er en spire som bør udbygges. Du er velkommen til at hjælpe Wikipedia ved at udvide den. |